# Gaetano Marzotto
Gaetano Marzotto junior (Valdagno, 11 ottobre 1894 – Valdagno, 11 agosto 1972) è stato un imprenditore e mecenate italiano.
Industriale laniero di quarta generazione, portò l'azienda familiare a livello internazionale.

## Biografia

### Attività imprenditoriale
Gaetano Marzotto jr nasce a Valdagno l'11 ottobre 1894, figlio unico di Vittorio Emanuele Marzotto Sr e di Ita Garbin.
Si diploma alla Scuola Superiore di Commercio di Colonia. Il padre lo costringe, sia durante gli studi che dopo, ad un duro apprendistato in azienda nel corso degli anni dieci del Novecento, che gli permette di acquisire presto “una eccezionale esperienza sia sul piano dei processi produttivi che su quello della pratica amministrativa e commerciale”.
Nel 1921 sposa Margherita Lampertico e nel 1922, dopo la morte violenta del padre Vittorio Emanuele (causata dalle conseguenze delle ferite ricevute in un agguato di cui era stato vittima alcuni mesi prima ad opera di un figlio illegittimo), assume la conduzione dell'azienda familiare in un momento difficile, ancora segnato dalla crisi economica e dalle tensioni sociali del dopoguerra.
Subito si rende conto che nel settore dell'industria tessile c'è bisogno di un totale rinnovamento per poter competere con i nuovi paesi produttori, che dispongono di attrezzature più moderne e di costi salariali più bassi.
Così, tra il 1922 e il 1929, "ispirandosi all'organizzazione scientifica del lavoro di scuola statunitense", riorganizza l'azienda valdagnese, rinnovando e aumentando il macchinario e costruendo nuovi spazi per la produzione.
Alla fine degli anni venti il "Lanificio V. Emanuele Marzotto" presenta attrezzature più che doppie rispetto a quelle del 1922, una manodopera aumentata da 1 200  a circa 3 500 unità, una produzione dei tessuti più che raddoppiata e quella dei filati quasi quintuplicata.
Nel 1927 Gaetano Marzotto rileva il Lanificio di Manerbio, specializzato in lanerie per abiti femminili, e nel 1930 la Tessitura di Brebbia. Ma è nel 1932 che attua l'intervento più importante per l'azienda: riesce a ricomporre l'unità aziendale, che si era rotta dopo la morte del nonno Gaetano Marzotto Sr, con l'acquisto dai cugini della "Filatura di lana a pettine del Maglio".
Nel corso degli anni trenta, dopo un tentativo fallito di scalata azionaria al Lanificio Rossi, Gaetano junior muta la denominazione della "Filatura" in "Manifattura lane Gaetano Marzotto & Figli S.A.", nella quale progressivamente fa convergere tutti gli stabilimenti, ad eccezione del lanificio valdagnese, che rimane ditta individuale fino al 1952. Poi, tra il 1933 e il 1937, acquisisce anche i lanifici di Brugherio e il lanificio "Pontecorvo" a Pisa.
Il gruppo Marzotto diviene così il principale produttore nazionale di filati e tessuti, coprendo una quota oscillante tra il 40 e il 50% delle intere esportazioni laniere italiane, in particolare di tessuti pettinati, sulle principali piazze mondiali. Alla fine del 1937 gli occupati nelle imprese valdagnesi (VEM e S.A. Manifattura lane Gaetano Marzotto & Figli) sono circa 7 500, ma aumentano fino 12 000 se si considerano gli altri stabilimenti, e arriveranno a 17 000 negli anni cinquanta.
Nel 1930 Gaetano ottiene il titolo di Cavaliere del Lavoro per le sue doti di rinnovatore dal regime fascista, con il quale ha tuttavia un rapporto difficoltoso e problematico. Infatti, egli critica apertamente le politiche economiche del regime, impostate sul protezionismo e sull'autarchia, che danneggiano un'azienda come la sua, che deve rifornirsi di materie prime all'estero ed esportare poi i propri prodotti. E in quegli anni tenta inutilmente di diventare senatore del regno.
Nello stesso tempo investe somme ingenti nello sviluppo economico delle colonie italiane, in particolare, nella costruzione di aziende agricole in Cirenaica, in Tripolitania e nell'Africa orientale.
Così, per le diverse istituzioni assistenziali costruite in Italia e nelle colonie, su intervento diretto di Benito Mussolini nel 1939 gli viene conferito il titolo di “conte di Castelvecchio”, una frazione del comune di Valdagno, trasmissibile agli eredi, peraltro con estrema irritazione del conte Trissino, erede dei secolari diritti feudali della propria famiglia su quelle terre.
Dall'inizio degli anni cinquanta, Gaetano jr introduce nell'azienda, in un momento di crisi nella produzione tradizionale di tessuti e filati, un nuovo reparto (uno dei primi esempi in Italia) di abiti confezionati maschili. La nuova attività, dopo una difficoltosa partenza, si sviluppa velocemente a partire dal 1956, tanto che vengono costruiti due nuovi stabilimenti, a Salerno e a Noventa Vicentina (VI). Fu inoltre tra i primi a impiegare con ottimi risultati le fibre artificiali, come il fiocco di raion.
Decise inoltre di diversificare le proprie attività, destinando crescenti risorse finanziarie alla valorizzazione della tenuta di Villanova-Portogruaro, da cui nacque una conglomerata tessile, agroalimentare (Cantine Santa Margherita) e vetraria (Industrie Zignago).
Nel corso degli anni cinquanta, Gaetano Marzotto si distacca progressivamente dalla gestione del gruppo tessile, che affida al figlio Giannino, nominato direttore centrale nel 1953 e amministratore delegato nel 1956. 
L'azienda prosegue la fase di crescita fino ai primi anni '60, con un continuo aumento del fatturato e delle dimensioni che portano l'azienda alla quotazione in Borsa nella primavera del 1961. Già l'anno successivo, però, la domanda nazionale comincia a calare, innescando un peggioramento della redditività del gruppo, fino ad arrivare a chiudere il bilancio del 1968 con pesanti perdite. La stessa situazione si ripeterà l'anno successivo.
Nel 1968, a causa del deterioramento delle relazioni industriali, la Manifattura Lane deve affrontare un duro scontro con le organizzazioni sindacali, causato dalla protesta degli operai, scontenti del loro basso salario, e da un'importante riduzione del personale, di oltre mille unità, portata a termine nel 1967.
Nell'aprile del 1968 a Valdagno ci sono scontri di piazza tra manifestanti e polizia e la statua di Gaetano Marzotto Sr, eretta alcuni anni prima, viene abbattuta.
Alcuni mesi dopo, nel gennaio del 1969, vengono occupati i due stabilimenti di Valdagno, ancora i principali del gruppo, con il conseguente blocco della produzione.
Gaetano Marzotto è costretto a rientrare in azienda e a riassumere nel 1969 la carica di presidente, ceduta appena l'anno prima al figlio Giannino, che si dimette da tutte le cariche operative. Si impegna nelle trattative che permettono di superare la crisi e di risolvere il conflitto. Subito dopo lascia l'azienda, affidando il ruolo di presidente al figlio Vittorio Emanuele.
Muore a Valdagno l'11 agosto del 1972. Le redini dell'azienda passarono quindi all'ultimogenito Pietro, che nei due decenni successivi opererà la trasformazione della Marzotto in un gruppo internazionale sia nel settore tessile laniero che in quello dell'abbigliamento.

### Il "costruttore sociale"
La politica sociale di Gaetano jr rappresenta una delle più importanti esperienze di welfare aziendale nella storia italiana.
Tra il 1927 e il 1937 realizza a Valdagno, investendo grandi risorse finanziarie, su progetto dell'architetto Francesco Bonfanti, la “Città Sociale” chiamata anche “Città dell'Armonia”.
La Città Sociale non isolata, come i quartieri operai dell'Ottocento ma integrata con il resto della città, occupa una superficie di circa 54 ha ed è situata sulla sponda sinistra del torrente Agno. Comprende circa mille alloggi (edifici a corte, appartamenti, case a schiera, villette e ville) distribuiti in vari quartieri residenziali per 4-5000 abitanti, il Dopolavoro, il Circolo Operaio, la Scuola di Musica, l'Asilo d'infanzia, l'Orfanatrofio, il Poliambulatorio, la Maternità, la Casa di Riposo per anziani, l'Albergo, lo Stadio da 5.000 posti,  il Cinema-teatro, le Scuole, la Palestra e il Pensionato studentesco.
Tra la fine del 1947 e i primi mesi del 1948 Gaetano jr si impegna nella creazione di un'originale azienda agricolo-industriale in una tenuta di circa 1500 ettari, acquistata a metà degli anni Trenta, a Fossalta di Portogruaro, la S.F.A.I. poi diventata Industrie Zignago.
Investe in moderni macchinari per l'agricoltura e costruisce una serie di fabbriche per la trasformazione dei prodotti agricoli: una fabbrica di conserve, un caseificio e poi in seguito un cotonificio, un linificio e uno zuccherificio.
In tal modo Gaetano Marzotto jr risolve il difficile problema dell'occupazione continuativa del bracciantato: mette insieme agricoltura e industria utilizzando la stessa manodopera dal prodotto coltivato al prodotto finito.
Costruisce abitazioni per i contadini e gli impiegati e avvia scuole di specializzazione per operai agricoli e contadini.
Per tutto ciò ottiene il conferimento honoris causa (novembre 1949) della laurea in Scienze Agrarie da parte dell'Università degli Studi di Pisa.
Nel 1949 Gaetano Marzotto jr comincia a interessarsi al settore turistico con la costituzione della Compagnia Italiana Alberghi Turistici (poi Jolly Hotels). Egli intende, con grande intuizione, rimediare alla mancanza di alberghi per un turismo di massa che cominciava allora ad affermarsi in Europa.
Nel giro di poco meno di un decennio,  porta a termine la costruzione di oltre cinquanta alberghi, situati in buona parte nell'Italia Insulare e Meridionale, soprattutto nei piccoli centri d'arte.

### Mecenatismo
Nell'ottobre del 1950 Gaetano jr fonda il "Premio Marzotto", un notevole riconoscimento in denaro che all'inizio riguardava solo la letteratura ovvero la narrativa, la poesia, la storia, la critica e la filosofia.
Nel corso degli Anni Cinquanta il Premio viene arricchito di varie sezioni: giornalismo, teatro, medicina e chirurgia, scienze economiche, agrarie e alimentari, musica e pittura. A partire dal 1960 il premio per la pittura viene esteso anche ai sei paesi facenti parte del MEC.
Per quanto riguarda la pittura egli stesso era un grande appassionato collezionista di paesaggi e ritratti dell'Ottocento. 
Il “Premio Marzotto” chiude nel 1968.
Il Premio rappresenta “la prima grande iniziativa di sponsorizzazione culturale da parte di un gruppo industriale italiano”.